# Грайцарик
Грайцарик (пол. Grajcarek) — гірська річка в Польщі, у Новотарзькому повіті Малопольського воєводства. Права притока Дунайця, (басейн Балтійського моря).

## Назва
Подібно, назва походить від крейцар=грейцар, відповідно Грайцарик — «дрібна монетка». В літературі є згадки про давні австрійські привілеї власникам прилеглих до Щавниці і Грайцарика земель отримувати по одному крейцару з кожнаї пляшки мінеральної води, наповненої з мінеральних джерел цієї місцевості.

## Опис
Довжина річки 15 км, найкоротша відстань між витоком і гирлом — 9,98  км, коефіцієнт звивистості річки — 1,57 , площа басейну водозбору 86,5  км². Формується притоками та безіменними струмками.

## Розташування
Бере початок на південно-східній околиці села Явірки на висоті 950 м над рівнем моря (гміна Щавниця). Тече переважно на північний захід через Шляхтову і у місті Щавниця впадає у річку Дунаєць, праву притоку Вісли.
Долини трьох річок — Грайцарика, Білої Води і Чорної Води з чотирма поселеннями — Шляхтовою, Явірками, Білою Водою, Чорною Водою, — мають традиційну назву «Русь Шляхтовська» через своє переважно лемківське/українське населення, насильно переселене в Україну та на «понімецькі землі» в 1945-47 і навіть у 1950-х роках

## Притоки
- Скальський Потік, Кам'янка (ліві); Сельський Потік, Шляхтовський Потік, Сопотниця, Скотницький Потік (праві).

## Цікавий факт
- Історична назва річки — Руска[5].

|  |  |  |